# Josip Abram (odvetnik)
Josip Abram, slovenski odvetnik in narodni delavec, * 17. februar 1865, Trst, † 7. junij 1952, Trst.

## Življenje in delo
Rodil se je v družini lesnega trgovca Franca Abrama v Trstu. Po končani gimnaziji v rojstnem kraju je na Dunaju diplomiral iz prava (1886-1890) in 17. januarja 1895 doktoriral v Gradcu. Po diplomi je bil v letih 1892−1896 praktikant na tržaškem sodišču. Po opravljenem odvetniškem izpitu (30. junija 1896) s katerim je pridobil pravico zastopati stranke v slovenskem, nemškem in italijanskem jeziku je nastopil službo v odvetniški pisarni Otokarja Rybářa, s katerim sta kasneje postala družabnika. Decembra 1918, ko se je Rybář izselil v Jugoslavijo je sam prevzel odvetniško pisarno in jo vodil do smrti. Kot odvetnik je bil strokovnjak za dedno pravo. Leta 1945 je bil izvoljen za predsednika društva Pravnik, 21. decembra 1947 pa je postal častni predsednik na ustanovnem občnem zboru Slovenske demokratske zveze v Trstu.
Na področju narodnega dela pa se je predvsem posvetil tržaškemu slovenskemu šolstvu, ki ga je vzdrževala Družba svetega Cirila in Metoda. Leta 1896 je postal odbornik moške podružnice Družbe svetega Cirila in Metoda v Trstu (ustanovljena 27. februarja 1886), štiri leta kasneje pa njen predsednik. Pod njegovim vodstvom so leta 1907 zgradili šolo sv. Cirila in Metoda pri Sv. Jakobu v Trstu (kasneje je v teh prostorih delovalo Založništvo tržaškega tiska), za katero je sam plačeval delavce, da se gradnja ni ustavila. Šolo pri Sv. Jakobu je fašistična oblast kot zadnjo slovensko javno šolo leta 1930 ukinila, s tem pa je tudi aktivno delo tržaške Družbe svetega Cirila in Metoda. Drugo področje njegove dejavnosti pa je bila Tržaška posojilnica in hranilnica. Tudi tu je bil dolga leta odbornik, nato podpredsednik nadzornega sveta, od leta 1930 do ukinitve 1940 pa predsednik.